# 何家沟
何家沟是黑龙江省哈尔滨市的一条河流，旧称正阳河，为松花江的支流。
这条河流有两个源头，东源头发源于哈尔滨市南岗区张棚窝堡，又称东河沟，流经南岗区、道里区；西源头发源于哈尔滨市平房区叶家窝堡，又称西河沟，流经平房区、香坊区、南岗区和道里区.东河沟和西河沟在道里区埃德蒙顿路附近汇合，最终在哈尔滨市道里区注入松花江右岸。全长32.6公里。因污染严重，该河流在2010年之后开始治理。